# 川端真由子
川端 真由子（かわばた まゆこ、8月27日 - ）は、NHK新潟放送局の元契約キャスター。

## 人物
- 富山県出身。
- 2005年、NHK新潟放送局入局。2012年3月まで契約キャスターを務める。
- 新潟に着任する前には、甲府局でキャスターとして働いていた。

## 過去の担当番組
- 新潟ニュースファイルのリポーター
- お昼はじょんのびくらし情報便(2010年4月 - 2012年3月)
- 新潟ニュース610の情報コーナー
- 新潟ラジオセンター